# Скриповка (река)
Скри́повка (укр. Скрипівка) — небольшая река в Хмельницкой области Украины, левый приток реки Хомора. Протекает по территории Шепетовского района. Встречаются также альтернативные названия Скрыновка и Скрыповка.

## География
Общая длина речки 26 км. Длинна её 30 притоков — 55 км. Площадь бассейна — 117 км². Направление течения — с северо-запада на юго-восток. Уклон реки — 1,8 м/км.
Исток Скриповки расположен западнее села Серединцы, в месте слияния двух ручьёв. В верхнем течении речки построены два ставка возле Серединцев и Березного. В среднем течении имеется два крупных ставка: один за Великой Решнёвкой возле Сошек, второй — возле Великих Каленичей. Нижнее течение начинается сразу за этим ставком, река проходит возле Кохановки и впадает в Хомору.

## Флора
Исток Скриповки заболочен.
В западной части бассейна имеется двухъярусная дубрава, первый ярус которой составляют дубы с редкими вкраплениями бородавчатой берёзы, белого клёна и ясеня обыкновенного. Второй ярус составляют остролистый клён, сердцелистая липа, граб, полевой клён, черешня, вяз малый, вяз шершавый, осина и вяз гладкий. Подлесок представлен клёном татарским, крушиной, тёрном, бересклетом европейским, боярышником вееролистным, бузиной чёрной, черемхой и лещиной. Травяной покров в основном представлен кочедыжником женским. Остальная часть бассейна занята полями.
В долине Скриповки встречаются луговые участки с различными типами почв — пойменные луга, заболоченные луга и болота.

## Фауна
С учётом ставков, в Скриповке встречаются не только обычные для этой местности карась, плотва, бычок, пескарь, уклейка и вьюн, но и белый амур, ёрш, карп, краснопёрка, линь, судак и толстолобик.
Встречаются следующие виды земноводных — уж водяной и обыкновенный, веретенница, гадюка обыкновенная, болотная черепаха, ящерицы (живородящая, прыткая и зелёная). При этом гадюку степную в данной местности не наблюдали.
В самой реке проживают ондатры, серые крысы и речные выдры; вдоль берегов — кроты, хомяки, полёвки обыкновенные, полевые мыши, мышь-малютка, лисицы, ежи, зайцы-русаки, енотовидные собаки и волки серые.